# Czernidłaczek pniowy

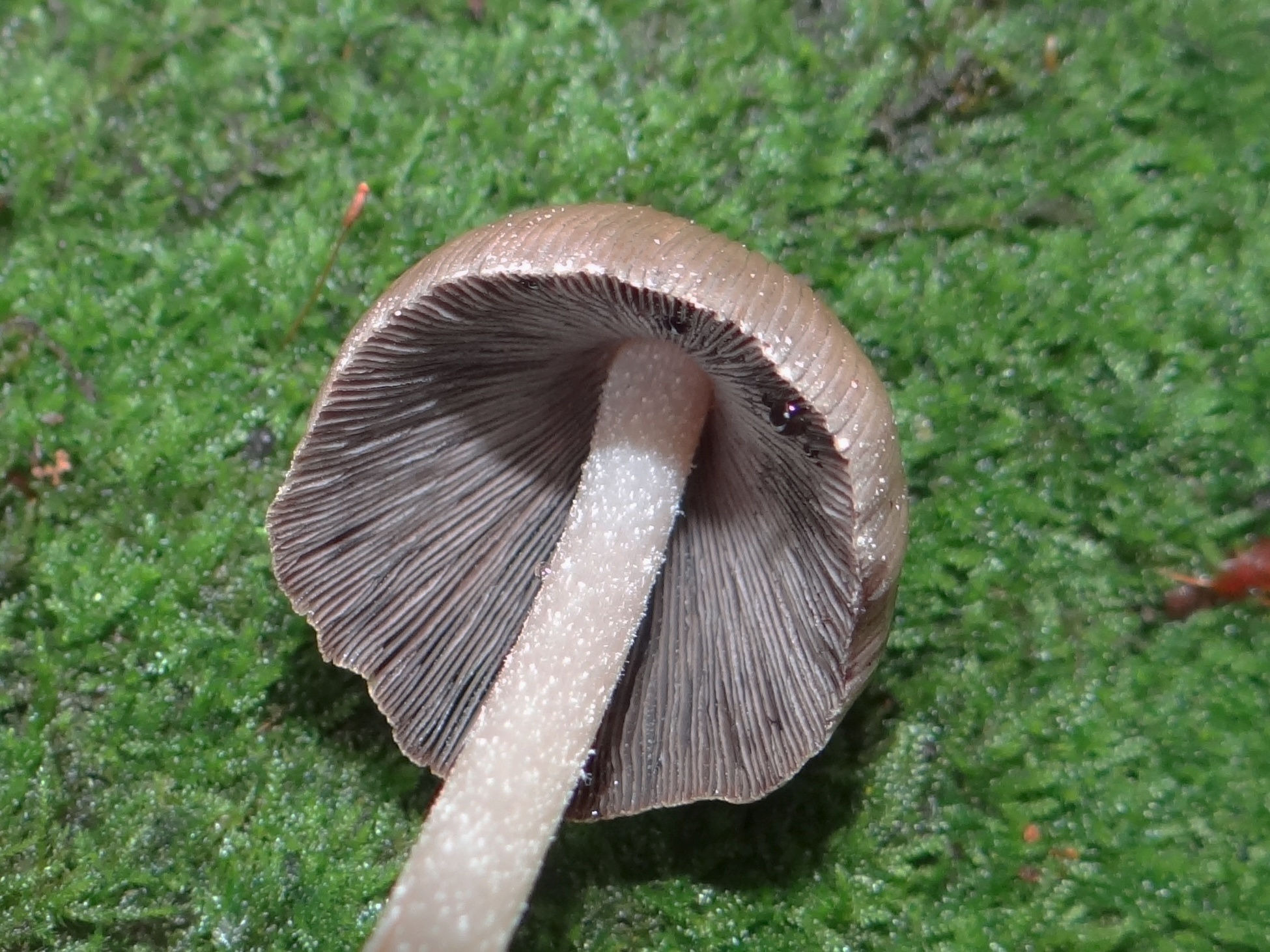

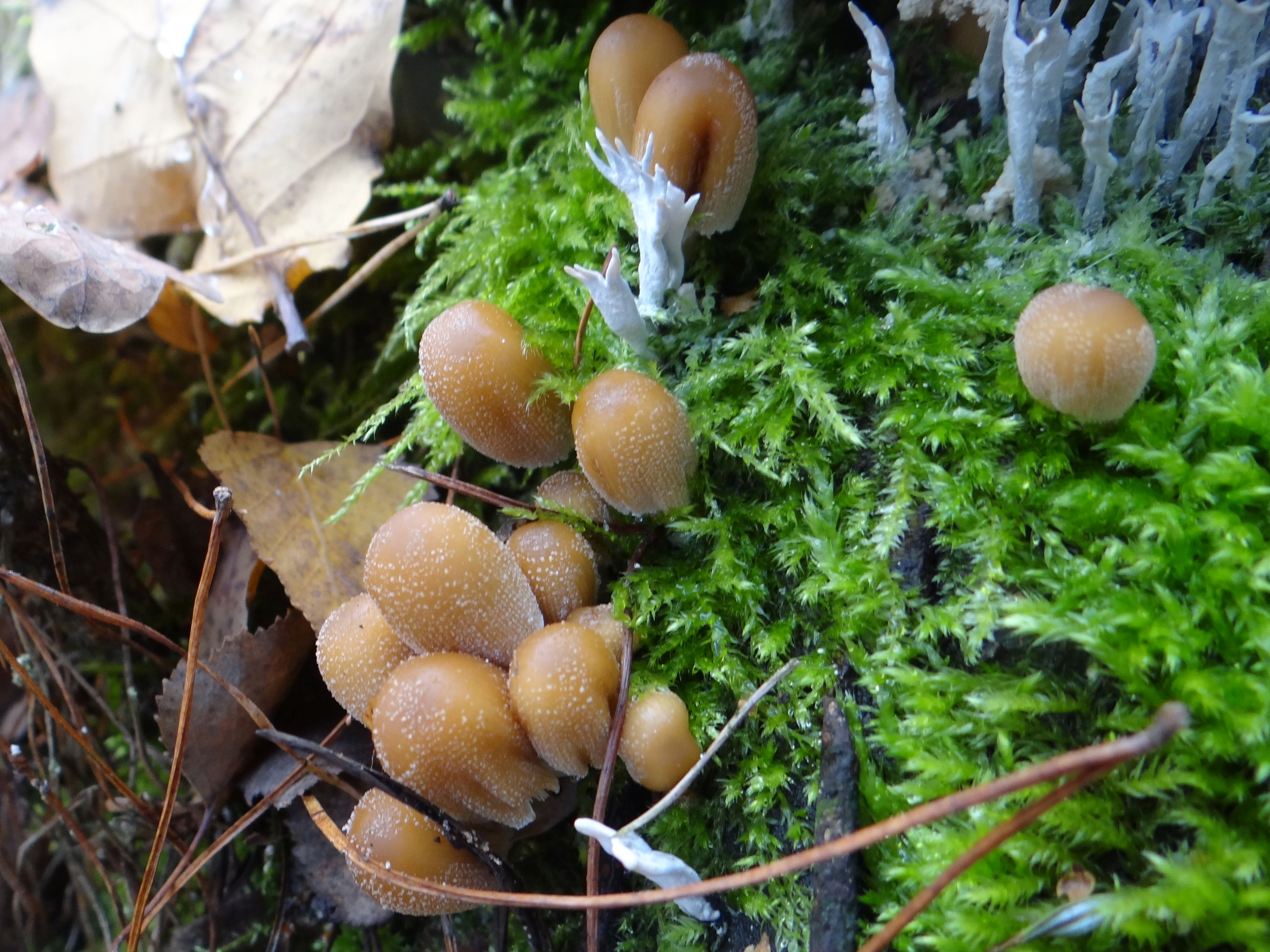

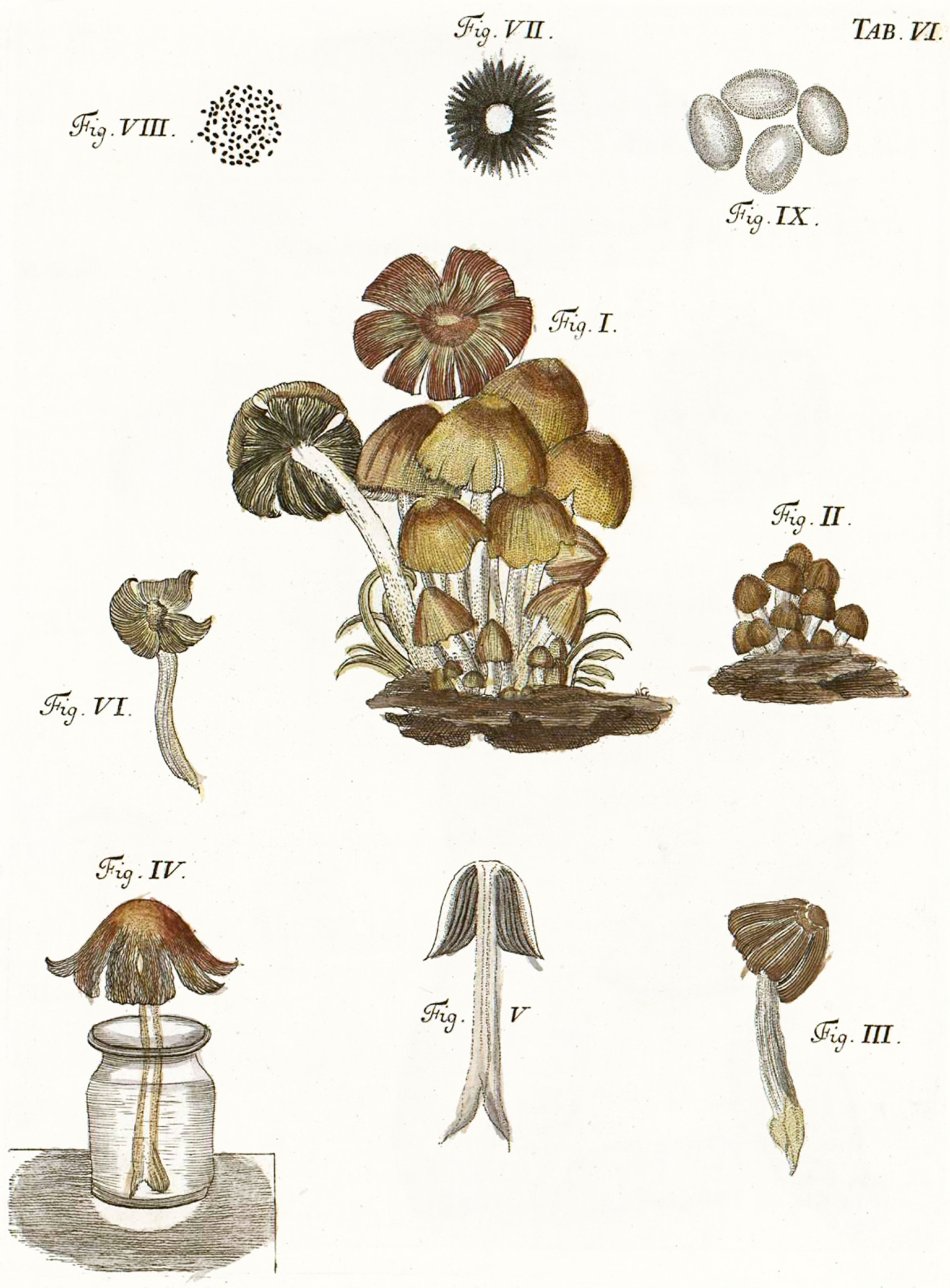

Czernidłaczek pniowy, czernidłak pniowy (Coprinellus truncorum (Bull.) (Scop.) Redhead, Vilgalys & Moncalvo) – gatunek grzybów z rodziny kruchaweczkowatych (Psathyrellaceae).

## Systematyka i nazewnictwo
Pozycja w klasyfikacji według Index Fungorum: Coprinellus, Psathyrellaceae, Agaricales, Agaricomycetidae, Agaricomycetes, Agaricomycotina, Basidiomycota, Fungi.
Gatunek ten po raz pierwszy zdiagnozował w 1772 r. Giovanni Antonio Scopoli jako Agaricus truncorum Bull., w 1838 r. Elias Fries przeniósł go do rodzaju Coprinus, a w 2001 r. Redhead, Vilgalys i Moncalvo do rodzaju Coprinellus. Synonimy:

- Agaricus aquosus Huds. 1778
- Agaricus succineus Batsch 1783
- Agaricus truncorum Scop. 1772
- Coprinus truncorum (Scop.) Fr. 1838
- Coprinus truncorum var. excentricus Bogart 1975
- Coprinus truncorum (Scop.) Fr. 1838 var. truncorum

Nazwę polską nadał mu w 1898 r. Stanisław Chełchowski. W 2001 r. jednak gatunek ten przeniesiono do odrębnego rodzaju Coprinellus, tak więc polska nazwa stała się niespójna z nazwą naukową. W 2025 r. Komisja ds. Polskiego Nazewnictwa Grzybów Polskiego Towarzystwa Mykologicznego zarekomendowała dla rodzaju Coprinellus nazwę czernidłaczek.

## Morfologia
Kapelusz
Szerokość: 3,5–5 cm. Początkowo zamknięty, potem półjajowaty, owalny, elipsoidalny, w końcu stożkowaty lub wypukły. Barwa początkowo biaława, ponieważ kapelusz pokryty jest białawą osłoną, potem ochrowa z licznymi strzępkami białawej osłony, potem czerniejąca. W wilgotnych warunkach kapelusze rozpływają się.
Blaszki
W liczbie 55–60, wolne, o szerokości 3–8 mm. U młodych okazów białe, z wiekiem szaro-brązowe, w końcu czarne, szybko rozpływające się.
Trzon
Wysokość 4–10 cm, grubość 2–7 mm. Jest cylindryczny, w środku pusty, przy podstawie zgrubiały. Powierzchnia gładka lub pokryta bardzo drobnymi włókienkami, u młodych okazów biaława.
Cechy mikroskopowe
Zarodniki o rozmiarach 6.7–9.3 × 4.7–6.4 (7) × 4.2–5.6 μm, elipsoidalne lub jajowate, z zaokrągloną podstawą i wierzchołkiem, o barwie czerwono-brązowej. Pora rostkowa centralna, o szerokości 1,0–1,3 μm. Podstawki o rozmiarach 14–38 × 8–9 μm, 4–sterygmowe, otoczone 3–5 (-6) pseudoparafizami. Pleurocystydy o rozmiarach 50–150 × 30–80 μm, elipsoidalne, jajowate lub subcylindriczne. Cheilocystidy o rozmiarach 40–130 × 25–70 μm, niemal kuliste, elipsoidalne lub jajowate. Kaulocystyd brak. Osłona zbudowana z cienkościennych, półokrągłych komórek o średnicy 15–40 μm. Sprzążki nie występują, są tylko nibysprzążki.

## Występowanie i siedlisko
Występuje głównie w Europie i Ameryce Północnej. Poza tymi kontynentami zanotowano występowanie tylko na południowym skraju Argentyny i południowo-zachodnim Australii. Na terenie Polski podano wiele stanowisk w piśmiennictwie naukowym.
Rośnie w lasach, parkach i na cmentarzach na próchniejącym drewnie i pniakach, szczególnie topoli i wierzby. Owocniki wytwarza od czerwca do września.

## Gatunki podobne
- Według niektórych autorów Coprinellus truncorum i czernidłaczek błyszczący (Coprinellus micaceus) są tak podobne, że nie są to odrębne gatunki, lecz synonimy. Według opisów różnią się tylko drobnymi szczegółami budowy cystyd. Wstępne wyniki badań genetycznych nie wykazały różnic genetycznych między tymi gatunkami[8].
- Bardzo podobny jest również Coprinellus saccharinus. U obydwu tych gatunków brak kaulocystyd, ale C. truncorum ma węższe zarodniki. Konieczne są dalsze badania, by potwierdzić, czy rzeczywiście są to odrębne gatunki[5].